# Тавернола (Беневенто)
Тавернола је насеље у Италији у округу Беневенто, региону Кампанија.
Према процени из 2011. у насељу је живело 59 становника. Насеље се налази на надморској висини од 253 м.